# Китайска академия на науките
Китайската академия на науките (КАН, международно име: Chinese Academy of Sciences (CAS); китайски: 中国科学院) е националната академия на Китайската народна република, нейна основна изследователска организация и консултантска служба за природни науки. Това е най-голямата изследователска организация в света, със 100 изследователски института, 3 университета, 69 хиляди служители на пълен работен ден и 79 хиляди докторанти. Постоянно е класирана сред най-добрите изследователски организации в света.
Китайската академия на науките исторически произлиза от Academia Sinica по време на Републиканската епоха и е била известна с това име до 1980 г. Академията функционира като национален научен мозъчен тръст и академичен ръководен орган, като предоставя консултантски и оценъчни услуги по въпроси, произтичащи от националната икономика, социалното развитие и научно-техническия прогрес. Седалището му е в Сичен, централният район на Пекин, с клонови институти в цял континентален Китай. Освен това академията е създала стотици търговски предприятия, като Lenovo е едно от най-известните.
КАН е класирана на първо място в света сред изследователските институти според Nature Index от създаването на списъка през 2014 г. от Nature Portfolio. Това е най-продуктивната институция, публикуваща статии за устойчиво развитие, индексирани в Web of Science от 1981 г. до 2018 г. сред всички университети и изследователски институции в света. Академията също управлява Университета за наука и технологии на Китай и Университета на КАН, който е сред петте най-добри университети в света, класирани от Nature Index.